# Ivette (tango)
 Ivette  es un tango cuya letra pertenece a Pascual Contursi cuya primera grabación, que es instrumental, es de la orquesta de Celestino Ferrer del 16 de agosto de 1918, para la discográfica RCA Victor. Respecto de la música hay versiones contrapuestas, algunos la atribuyen al pianista José Julián Martínez y otros a “Costa-Roca”, cuya identidad correspondería -no hay certeza- a Enrique o Emiliano Costa y a Julio o Julio A. Roca. 

## El letrista
Pascual Contursi nació el 18 de noviembre de 1888 en Chivilcoy, una pequeña ciudad rural de la Argentina y ubicada a 164 kilómetros de la ciudad de Buenos Aires, y a los pocos años se trasladó con su familia a esta última ciudad. En su adolescencia escribía poesías y cantaba, acompañándose con guitarra, temas que componía. Trabajó como vendedor en una zapatería y hacia 1914 se radicó en Montevideo, donde comenzó a componer letras para tangos que no las tenían y a cantarlas en público, con o sin el consentimiento del autor de la música. La innovación consistió en que muchas de estas letras contenían el relato de una historia,  generalmente vinculada a temas sobre los cuales ya habían escrito cultores de la poesía urbana como, por ejemplo, Evaristo Carriego.

## Los autores de la música
Como autores de la música en algunas partituras se indican Costa-Roca. Emilio Zamboni dice tener  conocimiento, que en la firma Breyer Hermanos estuvo un documento, fechado en 1918, donde se certifica que el señor Julio A. Roca, en representación del rubro Costa-Roca vende los derechos del tango “Ivette” al señor Augusto Berto, en la suma de cincuenta pesos; agrega que en otro documento emitido por la Sociedad de Autores y Compositores años después, se aprobó ese convenio con la obligación de seguir citando a Costa-Roca como autores de la obra, puntualizando sus apellidos deben separarse con un guion.
Gaspar Astarita, en su libro Pascual Contursi. Vida y obra, Edición La Campana, Buenos Aires 1981, afirma que la música es de Enrique Costa y Julio Roca y reproduce un comentario de Adolfo Sierra: «En la Confitería de Medrano y Rivadavia se reunía con gente de turf, músicos y amigos. Ahí compuso con José Martinez el tango “Ivette”, que firmaron Costa y Roca, los dueños del local, a quienes los autores pagaban con el obsequio viejas deudas de juego y de copas». La confitería mencionada es Las Violetas y en su página web se recoge la anécdota y se indican los nombres completos Enrique Costa y Julio Roca aunque habla de un simple obsequio, no de deudas. Por su parte Zamboni cita la columna titulada Cien años atrás del diario La Nación, del 21 de septiembre de 1984, conforme la cual quienes eran dueños de la confitería eran Felman y Rodríguez Acal, fundadores del negocio en 1884, que luego reformaron en 1920.
José Gobello atribuye a José Martínez la música de este tango: «A Montevideo marchó Pascual Contursi, con su guitarra hacia 1914, y se quedó allí hasta 1917, cantando las letras que iba componiendo. De entonces deben ser los versos de “Ivette”, que era un tango para piano firmado por Costa y Roca, pero escrito seguramente por José Martinez, quien por entonces era pianista de un quinteto de Francisco Canaro que dragoneaba de orquesta».
Orlando del Greco, en Carlos Gardel y los autores de sus canciones, Akian Ediciones (1990), afirma que «Augusto P. Berto reclamó como suyo a Ivette, uno de los primeros tangos que grabó Gardel, y que eran los apellidos de dos señores a quienes dedicó el tango».
Miguel Ángel Morena en su Historia artística de Carlos Gardel, Ediciones Corregidor, 1985, nombra a Enrique Costa y Julio A. Roca como autores de la música.
Fernando O. Assuncao afirma que el rubro Costa-Roca, correspondía a Emiliano Costa, que en 1915, formó trío con Manuel Aróztegui y Osvaldo Fresedo, y a Julio Roca.
Zamboni menciona que en una partitura del tango Un pedido, en su poder, que figura compuesto por Julio A. Roca, y dedicado «A mi buen amigo Edmundo Vincelot (hijo)», dice en su tapa que el autor compuso también el tango “Ivette” y el vals “Frack Fiori”, y se ve el dibujo de un palco con un cuarteto que según un letrero ubicado en la parte exterior de su balaustrada está ejecutando el tango “Ivette”. Zamboni agrega sobre este Julio A. Roca, que no sabe si se trataba del hijo del expresidente Julio Argentino Roca, de un homónimo o de un nombre fantasía. Agrega que el bandoneonista Gabriel Clausi, asegura que el tango es de José Martínez, que se lo regaló a Julio A. Roca, hijo del expresidente y que luego, este lo vendió a Berto.

## Grabaciones
Algunas de las grabaciones del tango “Ivette” son las siguientes:
Instrumentales
- Celestino Ferrer con su orquesta (1918)
- Julio De Caro y su orquesta (9 de junio de 1926)
- Ciriaco Ortiz con su trío (6 de abril de 1937)
- Cuarteto Los Ases,  (21 de marzo de 1941)
- Roberto Firpo con su Cuarteto (26 de agosto de 1953)
- Cuarteto Troilo-Grela (27 de agosto de 1962)
- Orquesta Típica Montevideo dirigida por Miguel Villasboas.

Cantadas
- Carlos Gardel, con la guitarra de José Ricardo (1920)
- Sofía Bozán, con orquesta.
- Jorge Vidal, con guitarras de Jaime Vila (30 de diciembre de 1952)
- Raúl Berón con la orquesta de Aníbal Troilo, (1955)
- Julio Sosa con la orquesta de Leopoldo Federico (29 de noviembre de 1962)
- Mario Bustos, con la orquesta de Osvaldo Requena
- Beba Bidart, con orquesta
- Adriana Varela, con la guitarra de Esteban Morgado (1994)
- Luis Cardei, con el bandoneón de Antonio Pisano (1995 y 2000)
- Hipólito Paz, con guitarras de Alfredo Sadi (2002)